# Crocidura orientalis
Crocidura orientalis är en däggdjursart som beskrevs av Jentink in Weber 1890. Crocidura orientalis ingår i släktet Crocidura och familjen näbbmöss. IUCN kategoriserar arten globalt som sårbar.
Denna näbbmus hittades i olika bergstrakter på västra Java. Utbredningsområdet ligger 1500 till 2700 meter över havet. Arten lever där i bergsskogar.

## Underarter
Arten delas in i följande underarter:
- C. o. lawuana
- C. o. orientalis